# Radikal 185
Radikal 185 mit der Bedeutung „Haupt, Oberhaupt“ ist eines von elf der 214 traditionellen Radikale der chinesischen Schrift, die mit neun Strichen geschrieben werden.
Mit 4 Zeichenverbindungen in Mathews’ Chinese-English Dictionary gibt es sehr wenige Schriftzeichen, die unter diesem Radikal im Lexikon zu finden sind.
Radikal Haupt nimmt nur in der Langzeichen-Liste traditioneller Radikale, die aus 214 Radikalen besteht, die 185. Position ein. In modernen Kurzzeichen-Wörterbüchern kann es sich an ganz anderer Stelle finden. Im Neuen chinesisch-deutschen Wörterbuch aus der Volksrepublik China steht er zum Beispiel an . Stelle.
Um das Wort „Oberhaupt“ zu schreiben, genügte es früher den Chinesen eine Nase und ein Paar Zöpfe darzustellen. Mit dem Radikal 162 „gehen“ erhält das Schriftzeichen eine sehr wichtige Bedeutung: „Weg“, „Norm“ das berühmte Dao (Wade-Giles: Tao). Der Daoismus hat seine Wurzeln im Daodejing, verfasst von Laozi.
| oracle | bronze | bigseal | seal |
|        |        |         |      |

Von Radikal 185 gibt es grafische Darstellungen in den historischen Schriften:
In der Showen-Siegelschrift ist es das Radikal 328.

## Schriftzeichenverbindungen, die vom Radikal 185 regiert werden
| Striche | Zeichen |
| ------- | ------- |
| +0      | 首      |
| +02     | 馗      |
| +08     | 馘      |

 Im Unicodeblock Kangxi-Radikale ist das Radikal 185 unter der Codepointnummer 12.216 (U+2FB8) codiert.